# 杨志福 (1936年)
杨志福（1936年—），男，汉族，吉林扶余人，中华人民共和国土壤化学专家、政治人物，中国农业大学教授。第八、九、十届全国政协委员。